# Sociedad Deportiva Beasain
La Sociedad Deportiva Beasain, chiamata comunemente Beasain, è una società calcistica con sede a Beasain, nei Paesi Baschi, in Spagna. 
Gioca nella Tercera División RFEF, la quinta serie del campionato spagnolo.

## Stagioni
| Stagioni    | Categoria      | Posizione |
| ----------- | -------------- | --------- |
| dal 1929-30 | Cat. Regionali | —         |
| al 1955-56  | Cat. Regionali | —         |
| 1956/57     | 3ª             | 7°        |
| 1957/58     | 3ª             | 11°       |
| 1958/59     | 3ª             | 7°        |
| 1959/60     | 3ª             | 8°        |
| 1960/61     | 3ª             | 14°       |
| 1961/62     | 3ª             | 5°        |
| 1962/63     | 3ª             | 14°       |
| 1963/64     | 3ª             | 7°        |
| 1964/65     | 3ª             | 15°       |
| dal 1965-66 | Cat. Regionali | —         |
| al 1990-91  | Cat. Regionali | —         |
| 1991/92     | 3ª             | 2°        |
| 1992/93     | 2ªB            | 13°       |
| 1993/94     | 2ªB            | 6°        |

| Stagione | Categoria | Posizione |
| -------- | --------- | --------- |
| 1994/95  | 2ªB       | 4°        |
| 1995/96  | 2ªB       | 15°       |
| 1996/97  | 2ªB       | 7°        |
| 1997/98  | 2ªB       | 3°        |
| 1998/99  | 2ªB       | 13°       |
| 1999/00  | 2ªB       | 6°        |
| 2000/01  | 2ªB       | 7°        |
| 2001/02  | 2ªB       | 16°       |
| 2002/03  | 3ª        | 6°        |
| 2003/04  | 3ª        | 6°        |
| 2004/05  | 3ª        | 6°        |
| 2005/06  | 3ª        | 14°       |
| 2006/07  | 3ª        | 4°        |
| 2007/08  | 3ª        | 14°       |
| 2008/09  | 3ª        | 5°        |
| 2009/10  | 3ª        | 6°        |
| 2010/11  | 3ª        | 5°        |
| 2011/12  | 3ª        | —         |

## Tornei nazionali
- 2ª División: 0 stagioni
- 2ª División B: 10 stagioni
- 3ª División: 19 stagioni

## Palmarès

### Altri piazzamenti
- Segunda División B:

Terzo posto: 1997-1998 (gruppo II)
- Tercera División:

Secondo posto: 1991-1992